# Карл Евгений (герцог Вюртемберга)
Карл Евгений Вюртембергский (нем. Karl Eugen von Württemberg; 11 февраля 1728, Брюссель — 24 октября 1793, Штутгарт) — герцог Вюртембергский в 1737—1793 годах.

## Биография
Герцог Карл Евгений — старший сын герцога Карла Александра Вюртембергского и его супруги Марии Августы фон Турн-и-Таксис. Отец Карла Евгения умер рано, и Карл Евгений ступил на трон в Вюртемберге в 9 лет, а до его совершеннолетия Вюртембергом управляли Карл Рудольф Вюртемберг-Нейенштадтский и Карл Фридрих II Вюртемберг-Эльсский. Карл Евгений воспитывался при дворе короля Пруссии Фридриха II в Берлине во избежание габсбургского влияния на юношу. Учителем музыки Карла Евгения служил Карл Филипп Эммануил Бах. По достижении 16 лет Карл Евгений был объявлен совершеннолетним и стал полноправным правителем Вюртемберга.
Эпоха правления Карла Евгения совпала с пиком абсолютизма, молодой правитель делал всё возможное ради блистательной славы своего двора в Европе. Громадные расходы вели Вюртемберг к финансовому краху, но при дворе Карла Евгения служили лучшие художники, было построено несколько дворцов (Новый дворец, дворец Солитюд, Гогенгеймский дворец). Празднества, устраивавшиеся при дворе Карла Евгения, превратились в легенды.
Двор его был одним из самых блестящих в Европе; громадные суммы тратились на празднества, охоты и поездки в Венецию. Деньги добывались продажею должностей, принудительными займами, монополиями, лотереями и т. п. Непопулярность Карла Евгения увеличило преследование историка Мозера и поэта Шубарта.
В 1741 году Карл Евгений познакомился с племянницей прусского короля Фридриха II принцессой Елизаветой Фридерикой Софией Бранденбург-Байрейтской, дочерью маркграфа Фридриха III Бранденбург-Байрейтского, и женился на ней в 1748 году. Брак не выдержал испытаний временем, и осенью 1756 году герцогиня Елизавета Фридерика София вернулась в родительский дом. Герцог проводил время с многочисленными фаворитками, некоторые любовницы состояли с герцогом в длительной связи и родили внебрачных детей. В 1771 году Карл Евгений познакомился с замужней баронессой Франциской Лейтрум фон Эртинген, урождённой баронессой фон Бернердин, которая также стала его любовницей. Развод баронессы с мужем состоялся в 1772 году, супруга герцога Елизавета Фридерика София умерла в 1780 году, и в 1785 году Карл Евгений вступил в морганатический брак с Франциской, которая к тому времени получила титул имперской графини фон Гогенгейм.
С возрастом Карл Евгений заинтересовался сельским хозяйством и педагогикой. В 1767 году он присвоил себе титул «пожизненного ректора» Тюбингенского университета. В 1770 году герцог основал Высшую школу Карла. Со второй супругой герцог Карл Евгений предпринял продолжительные поездки, о которых сохранились его дневниковые записи.
Герцог Карл Евгений Вюртембергский умер в своём недостроенном Гогенгеймском дворце и был похоронен в усыпальнице Людвигсбургского дворца. Ему наследовали его младшие братья Людвиг Евгений и Фридрих Евгений.

## Потомки
Единственным законнорождённым ребёнком Карла Евгения была его дочь Фридерика Вильгельмина Августа Луиза Шарлотта (1750—1751), рождённая в браке с маркграфиней Елизаветой Фридерикой Софией Бранденбург-Байрейтской. Среди 77 внебрачных детей — архитектор Гогенгеймского дворца Рейнгард Фишер (нем.) и генерал вюртембергской и наполеоновской армии Фридрих фон Франкемон.